# Johann Georg von Götzen
Johann Georg von Götzen (ur. 1623 w Zehlendorfie, zm. 23 września 1679 w Ścinawce Górnej) – arystokrata, rotmistrz w armii cesarskiej, starosta hrabstwa kłodzkiego od 1653.

## Życiorys

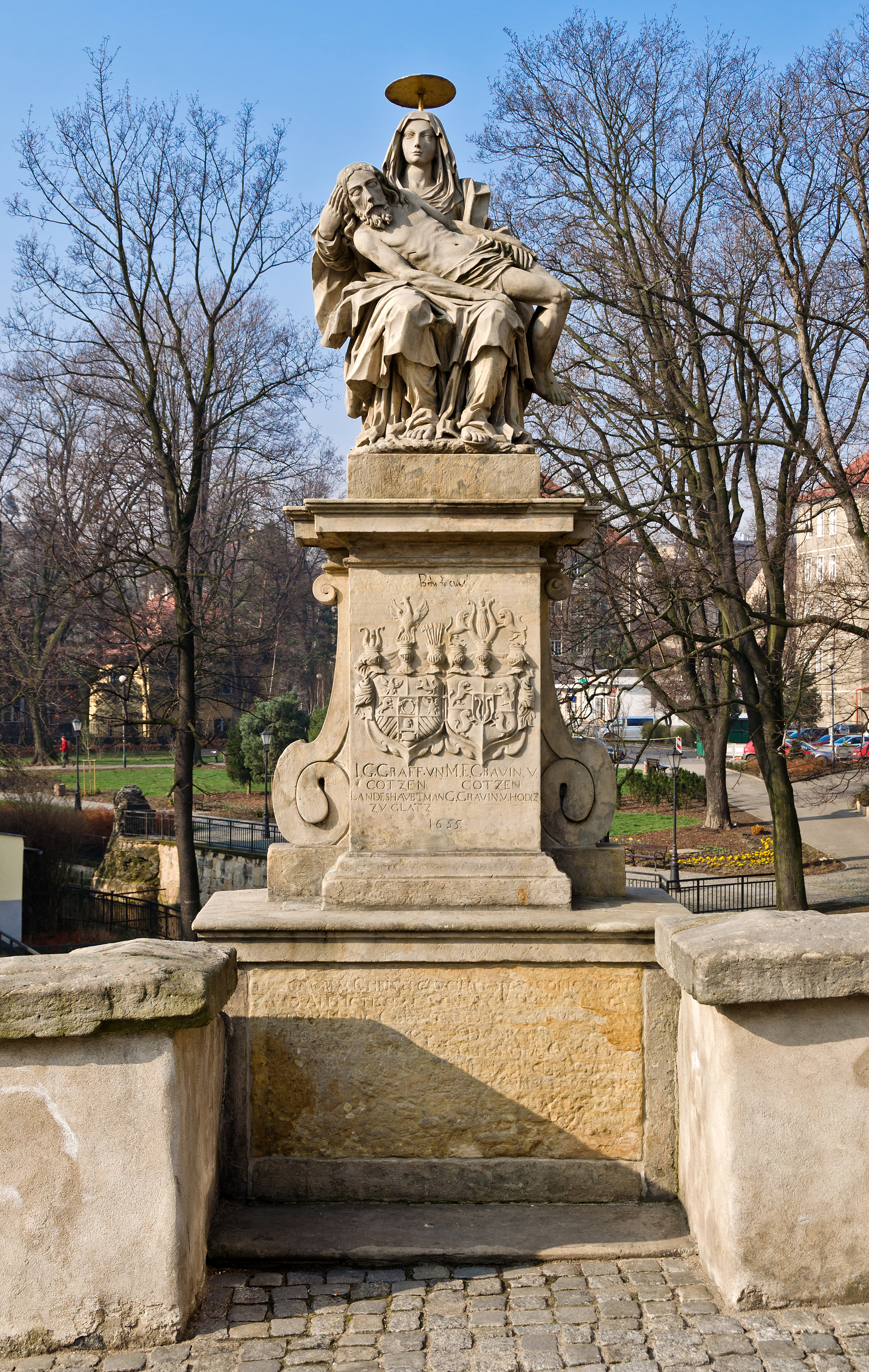
Pietà na moście gotyckim w Kłodzku ufundowana przez małżeństwo von Götzenów

Wywodził się z niemieckiego arystokratycznego rodu Götzenów. Urodził się w 1623 w Zehlendorfie jako syn cesarskiego feldmarszałka Johanna von Götzena i jego żony Elżbiety z domu Falcken (zm. 1631). Po powtórnym ożenku swojego ojca z Apolonią von Hodwitz został wysłany wraz ze starszym bratem Siegmundem Friedrichem do szkoły w Grazu, gdzie w 1635 dokonał konwersji na katolicyzm. Studiował następnie w Holandii (1637–1639), Wiedniu (1639) i od 1640 roku na uniwersytecie w Ingolstadt.
Po śmierci swojego ojca w bitwie pod Jankowem w 1645, zaciągnął się jako ochotnik do armii cesarskiej, służąc pod dowództwem generała Raimonda Montecuccoliego. W 1647 awansował do stopnia kapitana, a rok później otrzymał od króla Czech Ferdynanda IV Habsburga godność podkomorzego. Przebywał następnie na dworze w Pradze, skąd udał się wraz z Ferdynandem IV na jego koronację na króla rzymskiego w 1653 do Ratyzbony.
Trzy dni po koronacji 21 czerwca 1653 został wybrany na starostę hrabstwa kłodzkiego. 16 lipca tego samego roku uroczyście objął swój nowy urząd na zamku w Kłodzku na który wprowadził go baron von Nostitz w towarzystwie prałatów z klasztoru krzeszowskiego.

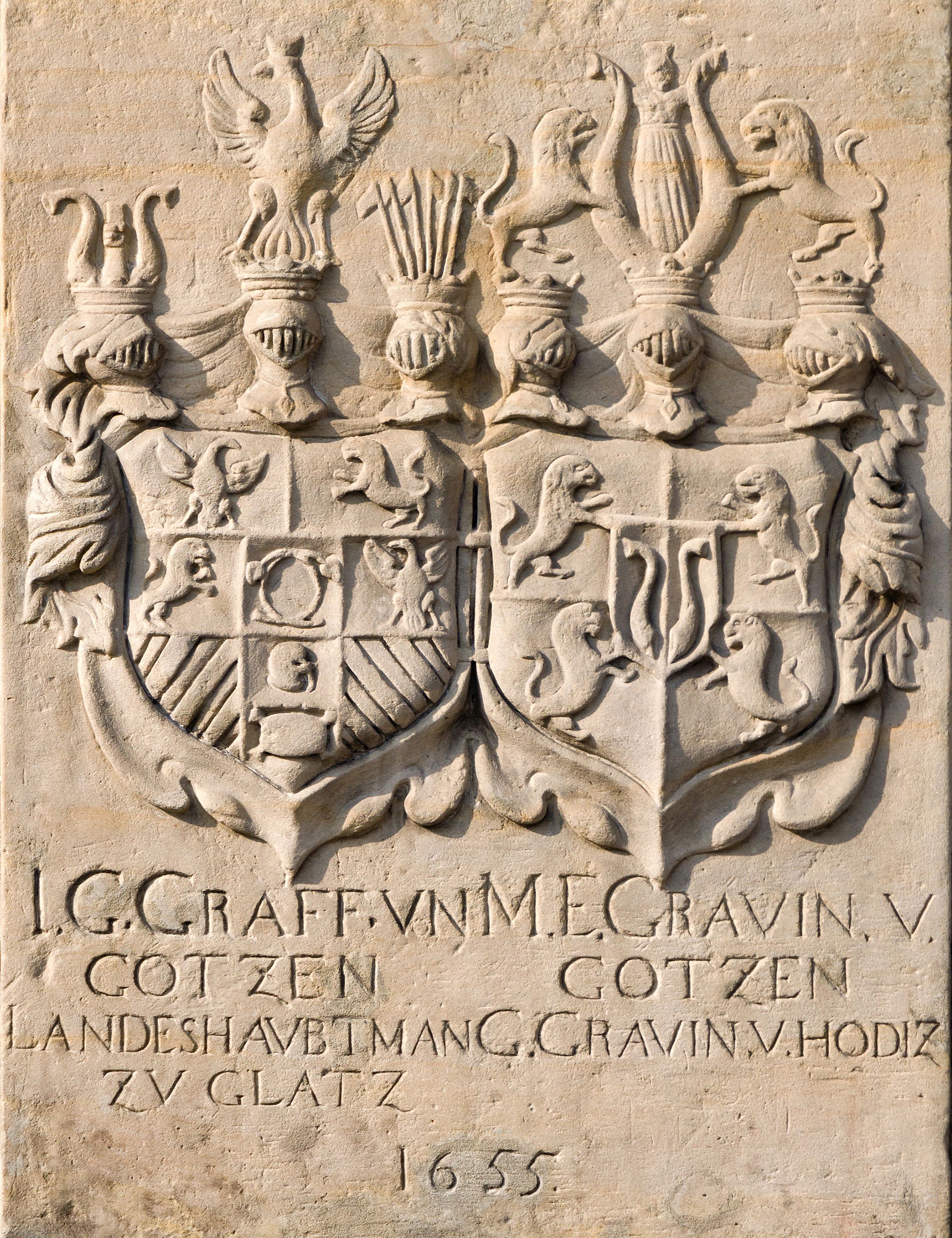
Herby pod Pietą Georga von Götzena i Marii Elżbiety Götzen w Kłodzku

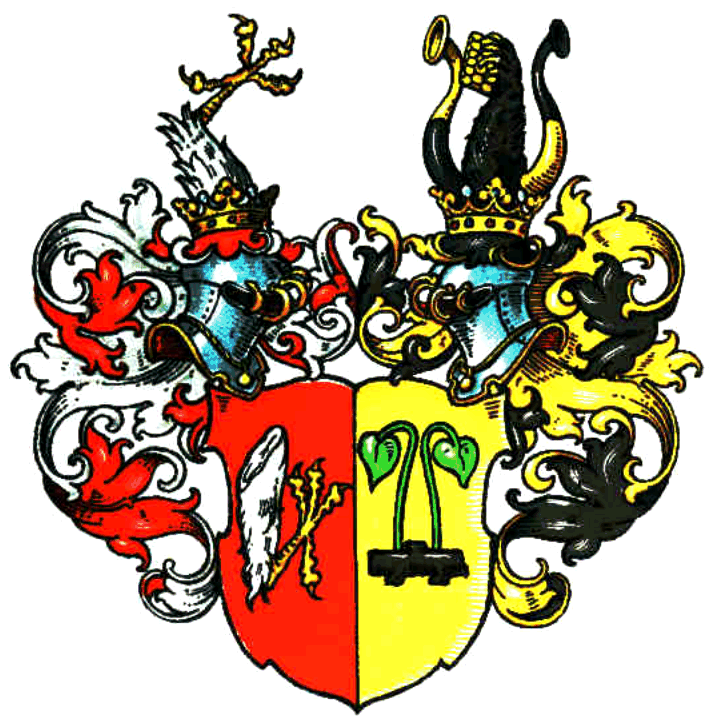
Herb rodu von Götzen

9 października 1653 ożenił się w Jindřichovie z Marią Elżbietą von Hoditz, córką Georga Maksymiliana von Hoditza, który w 1641 został podniesiony do godności hrabiego Rzeszy. Cesarz Leopold I w 1658 mianował go swoim szambelanem. Trzy lata później Johann Georg nabył posiadłości ziemskie w Ścinawce Górnej i Tłumaczowie na terenie ziemi kłodzkiej, które zostały wystawione na sprzedaż po bezpotomnej śmierci Maximiliana Ferdinanda von Kochtizky’ego. W ciągu następnych lat udało mu się poszerzyć swój stan posiadania przez nabycie dóbr ziemskich w Bożkowie, Ścinawce Średniej (Górny Dwór) oraz Górnego Młyna i wolnego sędziostwa w Tłumaczowie, które należały do tej pory do rodu Pannwitzów i Reichenbachów. Nabył także na swoje potrzeby kamienicę na kłodzkim rynku. W 1673 w trakcie porodu zmarła jego pierwsza żona. Cesarz w uznaniu dla jego zasług w 1677 mianował go członkiem swojej tajnej rady. Jego drugą żoną została Johanna Ludovica von Nostitz, wdowa po Carlu Juliusie Sedlnitzkym von Choltitz auf Geppersdorf, staroście opawskim.
Johann Georg zmarł w swoim pałacu w Ścinawce Górnej w 1679. Został pochowany obok pierwszej żony w krypcie przed ołtarzem św. Franciszka Ksawerego w kłodzkim kościele farnym. Był fundatorem rzeźby „Piety” na moście gotyckim w Kłodzku.

## Potomstwo
Johann Georg von Götzen był założycielem katolickiej, śląskiej linii rodu von Götzenów. Jego dziećmi byli:
- Maria Elisabeth Apollonia (1657–?), wyszła za mąż za barona Christopha von Sedlnitzky’ego und Choltitza
- Anna Maria (1658–1698), wyszła za mąż za barona Blankowsky’ego und Deimbschütza
- Maria Theresia (1662–?), wyszła za mąż za hrabiego von Gallera, po jego śmierci za hrabiego von Maquaire
- Johann Ernst von Götzen (1667–1707), odziedziczył wszystkie dobra rodowe po ojcu w hrabstwie kłodzkim, ożenił się w 1690 z Franciszką, księżniczką Liechtenstein-Kastelkorn z Telcza; podobnie jak ojciec ufundował figurę św. Jana Nepomucena na moście gotyckim w Kłodzku
- Johann Ignatius (1670–1704), oficer cesarski, posiadał dobra Kaltenstein w księstwie legnickim, ożenił się z hrabiną Margarethą von Unverzagt; ponieważ małżeństwo było bezdzietne, po śmierci Johanna Ignatiusa majątek i dobra przejął jego starszy brat.